# Drosophila loewi
Drosophila loewi är en tvåvingeart som beskrevs av Vilela och Gerhard Bächli 2000. Drosophila loewi ingår i släktet Drosophila och familjen daggflugor.

## Utbredning
Artens utbredningsområde är Yucatan, Mexiko.